# Blažej Mašura
Blažej Mašura (Bratislava, 18 giugno 1957) è un ex cestista e allenatore di pallacanestro cecoslovacco, dal 1993 slovacco.

## Carriera
Con la Cecoslovacchia ha disputato i Campionati europei del 1983.